# EasyJet Europe

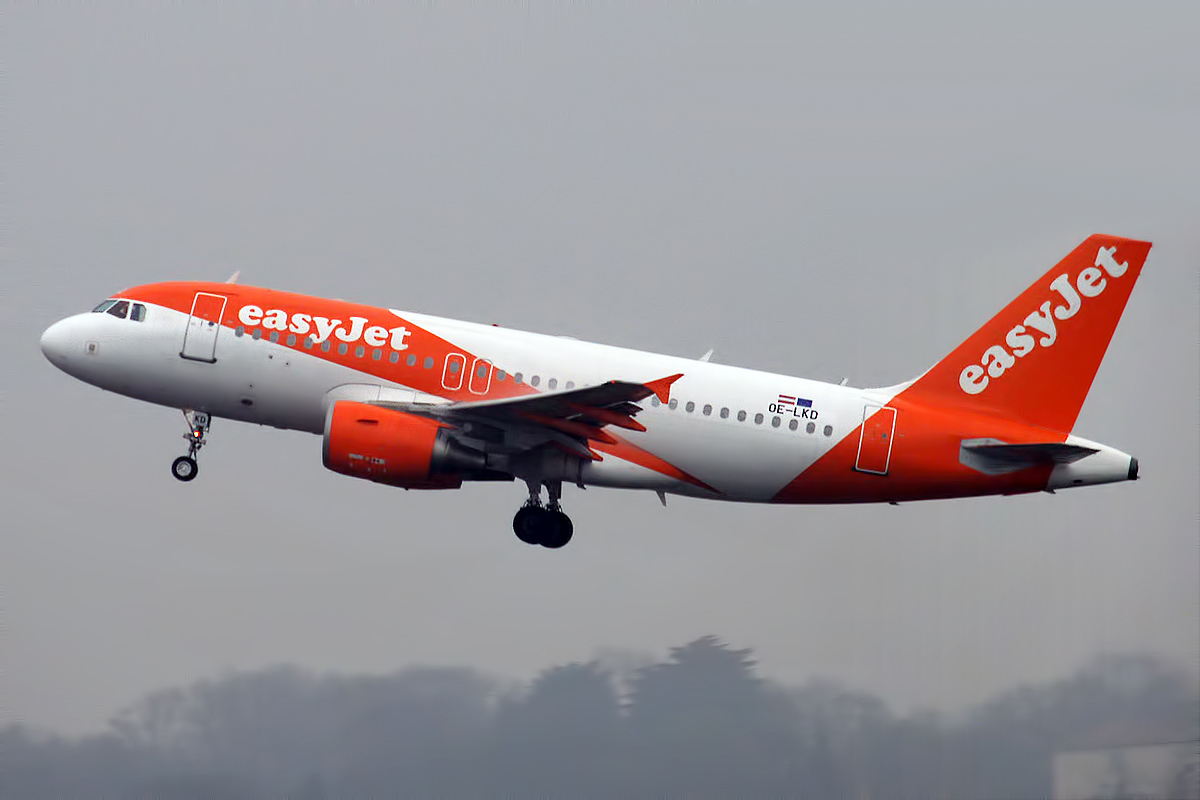
Imagem ilustrativa

A Easyjet Europe Airline GmbH é uma companhia aérea de baixo custo com sede em Viena, na Áustria e uma subsidiária da easyJet.

## História
A companhia aérea foi estabelecida em 18 de julho de 2017 e iniciou suas operações em 20 de julho de 2017, com o primeiro voo sendo realizado por um Airbus A320 prefixo OE-IVA, partindo do Aeroporto de Londres Luton com destino ao Aeroporto Internacional de Viena. A companhia foi estabelecida após a votação do referendo sobre a permanência do Reino Unido na União Europeia e a decisão de obter um Certificado de Operador Aéreo (AOC) em outro estado membro da UE para continuar a operar voos dentro e fora dos países europeus após o Reino Unido deixar a UE.
Em 30 de março de 2019, os voos da EasyJet Europe passaram a ser operados sob os seus próprios números de voo e indicativo de chamada.

## Frota
Em junho de 2019, a frota da EasyJet Europe é composta pelas seguintes aeronaves:
| Aeronave        | Em serviço | Pedidos | Passageiros | Notas |  |
| --------------- | ---------- | ------- | ----------- | ----- |  |
| Airbus A319-100 | 45         | —       | 156         |       |  |
| Airbus A320-200 | 91         | —       | 180         |       |  |
| Airbus A320-200 | 91         | —       | 186         |       |  |
| Total           | 136        | —       |             |       |  |